# Clément Siatous
 (janvier 2022).
Clément Siatous, né le 17 février 1947 à Peros Banhos (actuel Territoire britannique de l'océan Indien), est un peintre mauricien et britannique d’origine chagossienne. Il est connu pour ses tableaux représentant la vie quotidienne des Chagossiens avant leur exil.

## Biographie
Clément Siatous naît le 17 février 1947 sur l’île Diamant de l’atoll de Peros Banhos, dans l’archipel des Chagos. Les Chagos sont à l’époque un territoire dépendant de Maurice, elle-même colonie de l’Empire britannique. À sa naissance, Clément Siatous est donc un citoyen des territoires dépendants britanniques. Il perd son père à l’âge de trois ans, et déménage une première fois avec sa famille à l’âge de cinq ans à Diego Garcia, l’île principale des Chagos. Il doit ensuite déménager à l’île Maurice dans les années 1960 pour y soigner sa mère qui est malade. Comme de nombreux Chagossiens, il est alors empêché de retourner aux Chagos par les autorités britanniques et doit rester à Maurice.
Il quitte l’école à 16 ans, et commence à peindre en parallèle de petits boulots. Il se marie à 21 ans, puis a dix enfants. Il obtient alors la nationalité mauricienne, et plus tard, la nationalité britannique. À la suite d’une exposition, le président mauricien Cassam Uteem le décore en 1998 comme membre de l’Ordre de l’Etoile et de la Clé de l’océan Indien (MSK), une des plus hautes distinctions honorifiques de Maurice. En 2011, il bénéficie d’une visite organisée par le Royaume-Uni pour se rendre aux Chagos pour la première fois depuis le début de son exil. Il travaille toujours dans son studio à Port-Louis, mais se rend régulièrement au Royaume-Uni, où vit désormais une grande partie de la communauté chagossienne.

## Œuvres
Clément Siatous est un peintre autodidacte. Il tire la plupart de ses revenus artistiques de portraits de personnalités célèbres, mais connaît une notoriété grandissante pour ses scènes de la vie quotidienne aux Chagos. Son objectif est de faire vivre la mémoire des Chagossiens, et de prouver que son archipel était habité de manière permanente avant l’exil, contrairement à ce qui a été parfois dit par les autorités britanniques et américaines pour justifier la déportation de la population. Ses tableaux sur les Chagos représentent régulièrement le travail dans les plantations de cocotiers, la vie dans les villages, ou encore des scènes de pêche. Pour cela, Siatous dit s’inspirer des souvenirs de son enfance et de ceux de la communauté chagossienne,. Il s’appuie en revanche rarement sur des photographies, car celles-ci étaient très rares aux Chagos avant l’exil, et quasi exclusivement en noir et blanc. Selon lui, il est important de peindre avec un style réaliste, dans un but pédagogique vis-à-vis des générations futures, car le nombre de personnes capable de raconter la vie aux Chagos décline rapidement. Il utilise principalement la peinture à l’huile ou acrylique,.
Il expose à plusieurs reprises ses tableaux des Chagos à Maurice. En 2015, la curatrice Paula Naughton organise sa première exposition à l’étranger, à la Simon Preston Gallery de New York ; une quinzaine d’œuvres, peintes entre 2001 et 2015, y sont visibles pendant un mois. Il sera ensuite exposé à Porto Rico, au Brésil et au Royaume-Uni.
Clément Siatous a également dessiné le logo du Groupe Réfugiés Chagos, l’une des principales organisations représentant les Chagossiens, dont il est l’un des membres fondateurs,. Plusieurs murs du siège de l’organisation abritent aussi ses œuvres.

## Expositions
- Port-Louis, 1997
- Sagren, Simon Preston Gallery, New York, 2015
- The Chagos Embassy of Puerto Rico, Embajadada, San Juan, 2016
- Inside the Nest, Simon Preston Gallery, New York, 2017
- CONDO Unit, Galeria Jacqueline Martins, São Paulo, 2018
- CHAGOS : Cultural Heritage Across Generations, Plaza, Rose-Hill, 2018
- New Art Dealers Alliance NADA House, New York, 2021
- Chagossian Islands History, Crawley Museum, Crawley, 2021